# Битва на Неретві (фільм)
Битва на Неретві (серб. Битка на Неретви, хорв. Bitka na Neretvi) — югославський кінофільм 1969 року. Фільм заснований на реальних подіях історії Югославії під час Другої світової війни.
Був номінований на премію «Оскар» за найкращий фільм іноземною мовою.
Фільм уперше був показаний 29 листопада 1969 року в Сараєві в присутності глави держави Йосипа Броз Тіто, який є одним з головних героїв фільму, а також багатьох знаменитостей. Плакат до фільму створив Пабло Пікассо.

## Сюжет
Дія фільму відбувається в 1943 році в окупованій німцями Югославії. Для знищення партизанів німецька армія разом зі своїми союзниками — італійською армією, усташами та четниками — проводить військову операцію (план «Weiss»). Партизани, серед яких багато поранених та хворих на тиф, відступаючи під натиском переважаючих німецьких сил, опиняються в оточенні біля річки Неретва в Боснії. Є лише один міст через річку, але на іншому боці знаходяться четники. Командувач Йосип Броз Тіто (у фільмі не показаний, про нього тільки згадують) наказує підірвати міст. Німці, сподіваючись, що партизани будуть прориватись з оточення в гори, передислоковують свої війська. Але партизани блискавично будують тимчасовий міст та переходять на інший берег річки, де вступають у бій з четниками й здобувають у ньому перемогу.

## В ролях

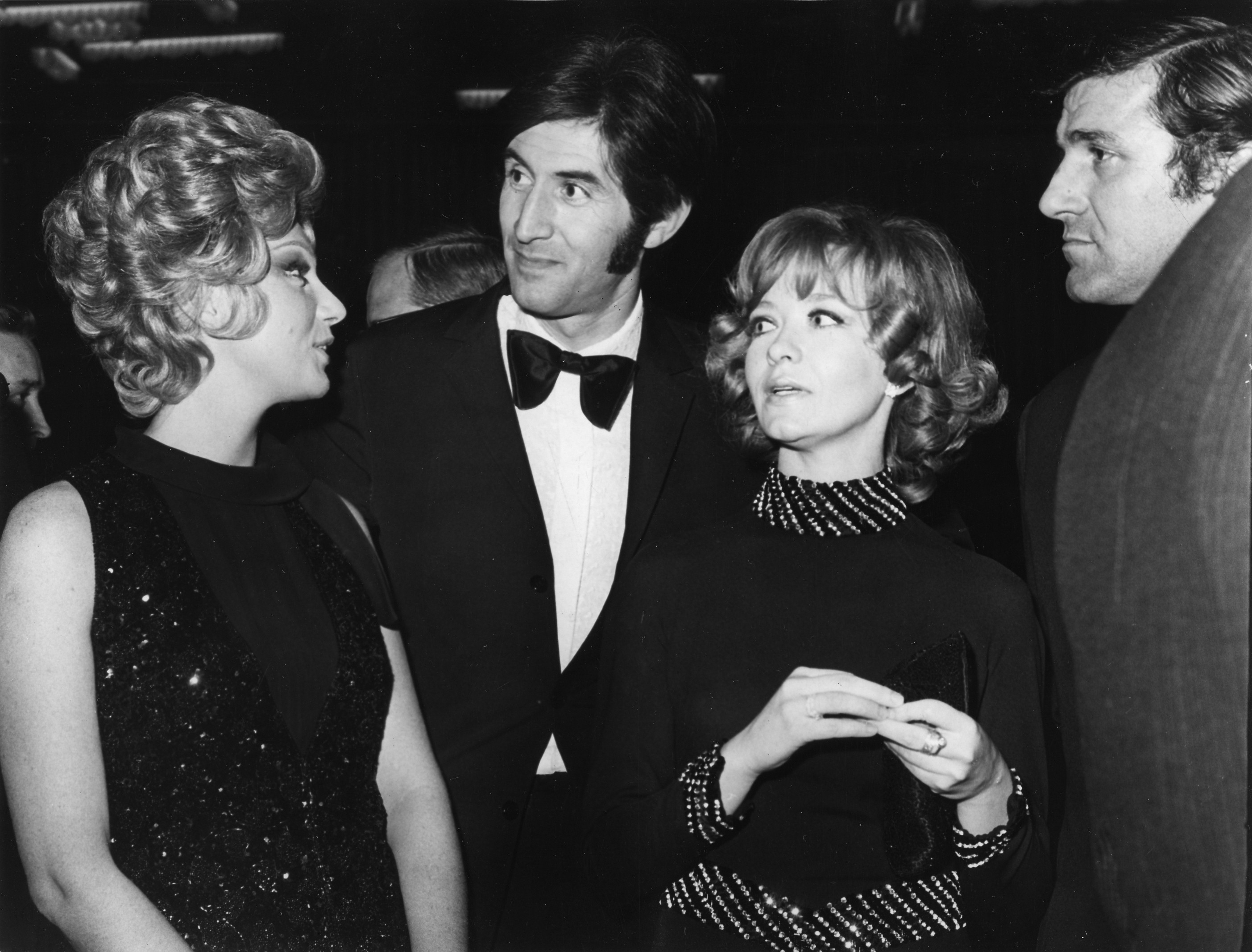
Сільва Кошина, Любіша Самарджич, Мілена Дравич та Велімір Бата Живоїнович на презентації фільму

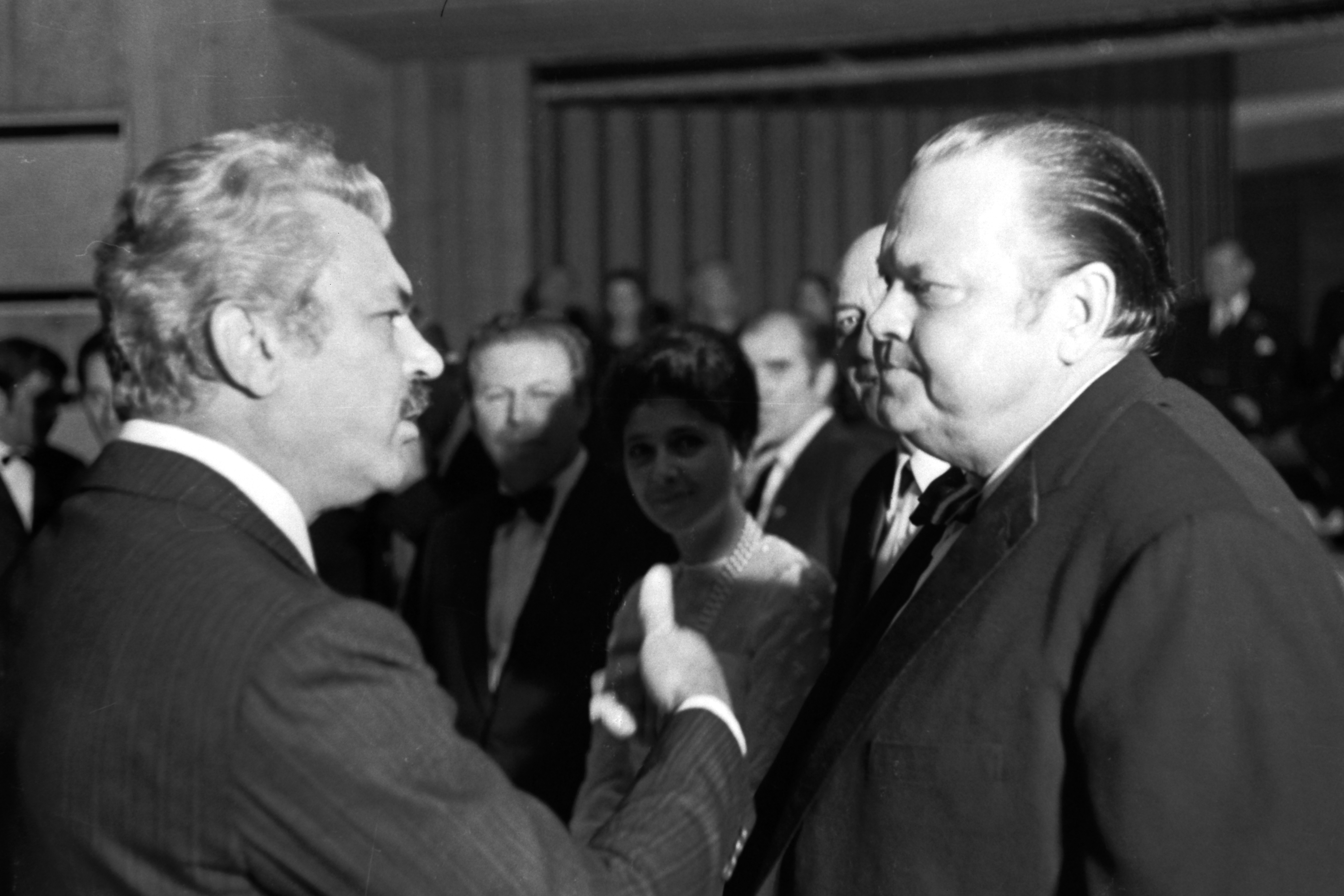
Сергій Бондарчук та Орсон Веллс на презентації фільму

- Юл Бріннер — Владо
- Сергій Бондарчук — Мартін
- Харді Крюгер — полковник Кранцер
- Франко Неро — капітан Мікеле Ріва
- Сільва Кошина — Даніца
- Орсон Веллс — сенатор четників
- Курт Юргенс — генерал Лорінг
- Ентоні Доусон — генерал Мореллі
- Мілена Дравич — Нада
- Любіша Самарджич — Новак
- Коле Ангеловскі — Жика
- Столе Аранчеловіч — Шумадинац
- Фарук Беголі — лейтенант Хорст
- Олег Відов — Нікола
- Павле Вуісіч — Йордан
- Борис Дворнік — Стіпе
- Велімір Бата Живоїнович — Столе
- Шарль Міло — Джука
- Васа Пантеліч — командир партизанів
- Говард Росс — сержант Маріо
- Лойзе Розман — Іван
- Хайрудін Хаджикаріч — Владимир Назор
- Сібіна Міятовіч — доктор Марія
- Фабіян Шоваговіч — Бошко